# Enantiòfanes
Enantiòfanes (en llatí Enantiophanes) fou un jurista grecoromà que va escriure περὶ ἐναντιοφανῶν, sobre l'explicació d'aparents inconsistències legals, atribuït erròniament a Foci.
També va escriure de Legatis et Mortis Causa Donationibus, i Παραγραφή (Anotació). Probablement fou contemporani de Justinià I, ja que es creu que va escriure les seves obres abans de la composició de la Basilica, una obra jurídica de Lleó VI el Filòsof que incorpora un gran nombre de lleis i constitucions (codis) anteriors. Sembla també que va escriure escolis a la Digesta. Un autor conegut com a "anònim", surt diverses vegades a la Basilica i als escolis sobre aquesta obra, i sembla que el mateix "anònim" va elaborar els índexs i un epítom de les Novellae de Justinià i també una obra titulada Paratitla, una comparació de passatges paral·lels per buscar-ne les discrepàncies, de la Digesta, que seria una continuació lògica de l'obra coneguda d'Enantiòfanes περὶ ἐναντιοφανῶν, i això ha fet suposar que l'autor "anònim" i ell serien la mateixa persona.